# Rubelles
 Rubelles  es una población y comuna francesa, en la región de Isla de Francia, departamento de Sena y Marne, en el distrito de Melun y cantón de Melun-Nord.

## Demografía
| 356 | 451 | 742 | 1822 | 1753 | 1653 |
| Para los censos de 1962 a 1999 la población legal corresponde a la población sin duplicidades (Fuente: INSEE [Consultar]) |     |     |      |      |      |